# Лускунчик і Щурячий Король
«Лускунчик і Щурячий Король» (англ. The Nutcracker in 3D, угор. Diótörő 3D) — художній фільм у форматі 3D Андрія Кончаловського з використанням мотивів однойменної казки Е. Т. А. Гофмана та балету П. І. Чайковського «Лускунчик», за участю Ель Феннінг, Нейтана Лейна, Френсіс де ла Тур і Джона Туртурро. Прем'єра фільму в США відбулася 24 листопада 2010 року, а в Україні — 23 грудня 2010 року.

## Сюжет
Мері з братом Максом і батьками, Джозефом і Луїзою, готуються до Різдва. Їх відвідує дядько Альберт (алюзія на Альберта Ейнштейна) і робить дітям подарунок: ляльковий будинок, в якому живуть іграшки — шимпанзе Ґілґуд, клоун Тінкер і барабанщик Стікс. Окремо він дарує лускунчика, радячи називати його Енсі. Лускунчик відразу подобається Мері, але Макс ламає його.
Бачачи різницю дітей у ставленні до іграшки, Альберт співає пісню про свою теорію відносності. Після цього він укладає дітей спати і раптово зникає. Здивована цим, Мері встає з ліжка і знаходить Лускунчика, який ожив і просить поставити його на шафу. Він падає звідти, збільшуючись у розмірах, і набуває рухливості.
Лускунчик просить, щоб його називали Енсі, і вирушає за своїми друзями з лялькового будиночка. Мері йде з ним і виявляє, що кімната з ялинкою змінилася: все стало більшим, іграшки в будиночку ожили й знайомляться з Мері. Енсі заявляє, що їм потрібно перемогти Щурячого короля, і з Мері піднімається на ялинку, де вони зустрічають Снігову Фею, схожу на Луїзу. Вона розповідає, що Лускунчик — не іграшка, а зачарований Королевою Щурів принц. Енсі обертається на хлопчика.
Летючі щури, що спостерігали за ними, відлітають, щоб донести королю. Енсі розповідає Мері про те, як його королівство захопили щури. Щурячий Король боїться денного світла, і тому фабрика диму постійно спалює дитячі іграшки, щоб приховувати сонце. Летючі щури доповідають про Лускунчика, і до нього посилають солдатів з механічними собаками, які пиляють ялинку. Мері пропонує зупинити фабрику диму, і Лускунчик схвалює це рішення. Але ялинка падає, і Мері прокидається.
Вона намагається розповісти батькам про те, що сталося уві сні, але їй ніхто не вірить. Мері засинає знову і повертається до іграшкового будиночка, але він вже захоплений Щурячим Королем. Пропонуючи Максу покататися на щуробайку, він їде з полоненими, і Мері залишається сама. Вона знаходить пораненого Ґілґуда, і разом вони через чарівне дзеркало потрапляють до щурячого міста.
У цей час Лускунчик з друзями тікають з полону. Щурячий Король привселюдно співає про свої плани — зробити щурофікацію (тобто перетворити всіх людей на щурів). Він кличе Макса і просить його ламати іграшки, як той робив раніше. Але Макс відмовляється, і його заарештовують. Іграшки звозять на фабрику, і Мері ховається серед них.
Вона знаходить Тінкера і Стікса. Поки вони відволікають охорону, Мері намагається врятувати Лускунчика з печі й зізнається йому в коханні. Сльоза, що падає на обличчя принца, оживляє його, і він повертається до свого попереднього стану. Бачачи живого принца, робітники фабрики повстають. Під час битви людей з щурами принц ховає Мері в ліфті, але її знаходить Щурячий Король і допитує про те, де Лускунчик. Той показується і за допомогою механізмів фабрики нейтралізує охорону Короля, але той втікає з Мері на вертольоті.
Ґілґуд і Енсі, чіпляючись за шасі, залазять у нього, і через бійку, що почалася на борту, вертоліт падає. Король і Королева стають щурами звичайних розмірів і ховаються в каналізації. Люди радіють, і сходить сонце. З'являється Фея і каже, що Мері треба повернутися додому зі сну, оскільки батьки будуть за нею сумувати. Мері прокидається в сльозах. Її батько просить, щоб вона розповіла про свій сон.
У будинок знову приходить Альберт. Він приводить із собою гостя, як дві краплі води схожого на Енсі, представляє його як Ніколаса Чарльза і, йдучи з батьками, каже, що зрозумів, що все не відносно. Ніколас просить називати його Енсі, і вони з Мері радісно катаються на льоду.

## В ролях
| Актор                                          | Роль                                      |
| ---------------------------------------------- | ----------------------------------------- |
| Ель Феннінг                                    | Мері головна героїня фільму               |
| Нейтан Лейн                                    | дядько Альберт                            |
| Джон Туртурро                                  | Щурячий Король головний антагоніст фільму |
| Френсіс де ла Тур                              | Королева Щурів / фрау Ева                 |
| Аарон Майкл Дрозін                             | Макс                                      |
| Річард Грант                                   | Джозеф                                    |
| Юлія Висоцька                                  | Луїза / Снігова Фея                       |
| Ширлі Гендерсон                                | Лускунчик, він же Енсі голос              |
| Чарлі Роу                                      | принц / Ніколас Чарльз точна копія Енсі   |
| Пітер Елліотт (актор), Деніел Пікок, Алан Кокс | Ґілґуд                                    |

## Виробництво
Андрій Кончаловський називає свій фільм «вільними варіаціями на тему Гофман — Чайковський».
Відповідно до твердження на офіційному сайті Андрія Кончаловського, він працював над фільмом 40 років. Оригінальна казка Гофмана була сильно змінена під час створення сценарію, в якому також брав участь Сергій Михалков. Кончаловський хотів показати у фільмі атмосферу Відня початку 1920-х років і зробити акцент на оповіді про тоталітарну державу. Миші з оригінальної казки були замінені на щурів, оскільки вони, на думку режисера, є метафорою фашизму, зла і тоталітаризму.
Знімання картини почалося в Угорщині влітку 2007 року. У фільмі нарівні з натурною зйомкою використовується комп'ютерна графіка. Лускунчик анімується як за технологією захоплення руху, так і за допомогою ляльководів. Актори, які виконують ролі щурів, проходили навчання у фахівців з імітації рухів тварин.
Композитор Едуард Артем'єв написав оригінальну музику й адаптував музику Петра Чайковського, на яку поклав слова Тім Райс. За задумом авторів, додавання до музики текстів мало залучити навіть тих, кому не подобається творчість Чайковського.
Крім художника з костюмів Луїз Стьєрнсворд, до створення костюмів Кончаловський залучив художника і режисера Рустама Хамдамова, який вигадав і виготовив костюми головних героїв, членів сім'ї героїні й костюми фей.
У російській версії фільму Щурячого Короля озвучує Філіп Кіркоров, а Королеву Щурів — Алла Пугачова. У японському дубляжі їм відповідають Гакт і Мана (японський музикант).

### Фінансування
У липні 2010 року Андрій Кончаловський в інтерв'ю «Російській газеті» відповідав на питання про фінансування фільму:
|   | Російська газета: Це міжнародний проєкт? Кончаловський: Абсолютно. Американські гроші, американські актори, наші композитор і режисер. Знятий англійською мовою. |
| — | |

Однак 7 грудня 2010 року в газеті «Ведомости» з'явилася інформація про те, що проект проспонсорував «Зовнішекономбанк». Потім у газеті «Коммерсантъ» з'явилася більш детальна інформація про структуру спонсорства: 50 мільйонів доларів були надані як кредит. Ще 11 мільйонів доларів були виділені на переведення фільму у формат 3D за рішенням наглядової ради Зовнішекономбанку під головуванням Володимира Путіна. У початкових титрах фільму також є фраза: «„Зовнішекономбанк“ представляє».

## Випуск
Фільм був показаний на Берлінському кінофестивалі 5 лютого 2009 року. Обмежений показ у США розпочався 24 листопада 2010 року. В Естонії і Росії вихід фільму був намічений на 1 січня 2011 року, однак перші покази почалися вже 18 грудня.
За визнанням Андрія Кончаловського, фільм провалився в прокаті США, і він висловлював надію на успіх фільму в Росії й світі. У Росії фільм також не зміг окупитися, зібравши $12 мільйонів за 11 днів прокату.

### Відгуки та рецензії
У США «Лускунчик і Щурячий Король» отримав негативні відгуки кінокритиків. У 2010 році фільм претендував на премію «Золота малина» в номінації «використання 3D-ефектів, що вбиває очі» (причому дана номінація була введена вперше). На Rotten Tomatoes у фільму 28 негативних відгуків критиків і жодного позитивного. На Metacritic фільм отримав 18 балів зі 100 на основі 18 оглядів, а також зайняв перше місце в номінації «Найгірший фільм обмеженого показу 2010 року».
Рецензент журналу «Афиша» виставив фільму оцінку 1/5. Рецензія в «Новому Погляді» характеризує фільм як кіно для гламурних дівчат. «Коммерсантъ» зазначає, що у фільмі присутні посилання на такі важливі явища в громадській думці початку XX століття, як психоаналіз і теорія відносності. Газета «Мій район» публікує відгук психоаналітика про фільм, який відзначає, що «режисерові вдалося знайти ту дещицю жорстокості, яка так зворушує в казках Гофмана».